# Pipobroman
Pipobroman (tên thương mại Vercite, Vercyte) là một loại thuốc chống ung thư mà có lẽ đóng vai trò như một tác nhân alkyl hóa. Nó được bán ở Pháp và Ý.